# Tafelmusik Baroque Orchestra

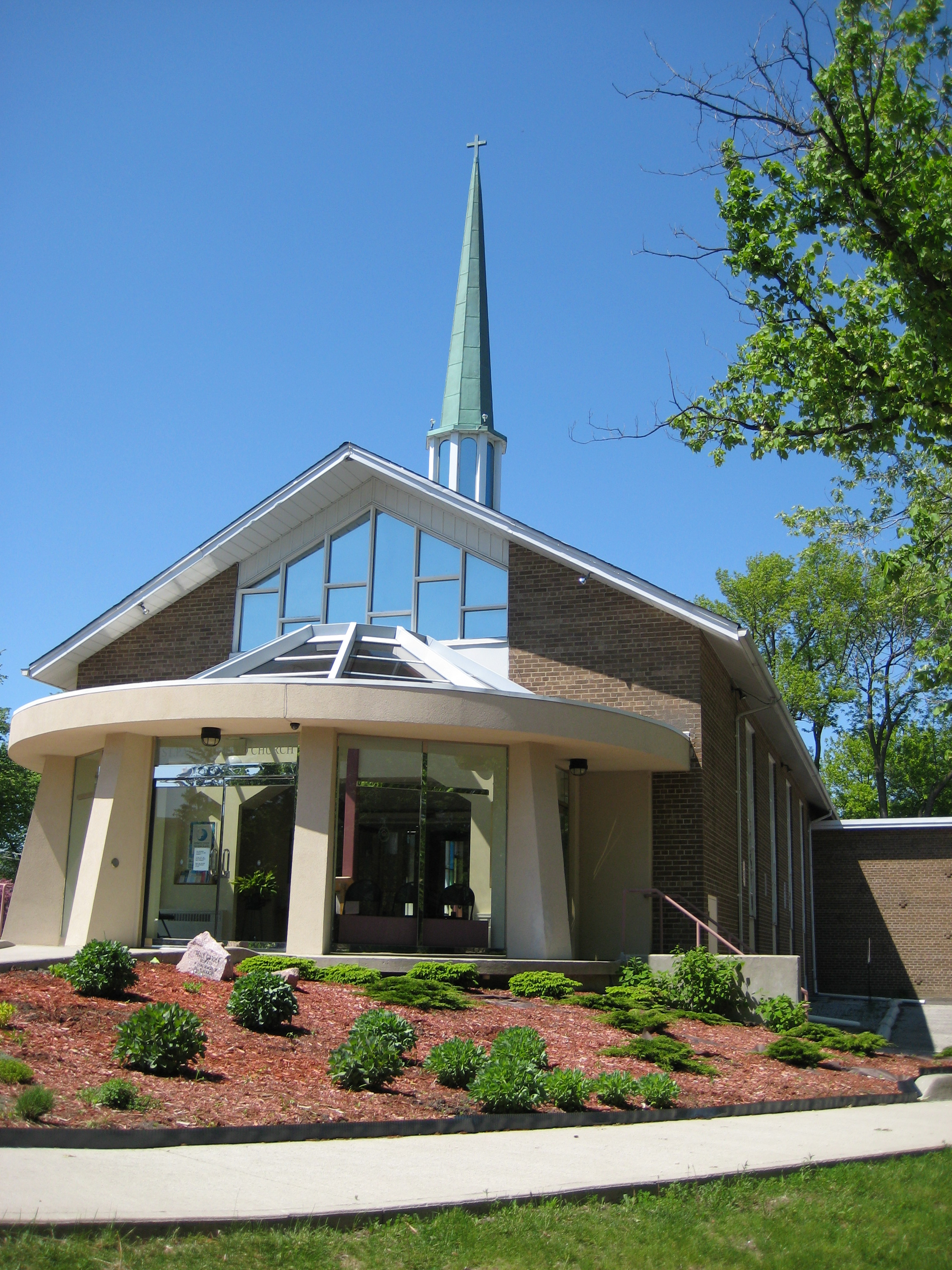
St. Paul's United Church, Toronto

The Tafelmusik Baroque Orchestra (chamada Tafelmusik) é uma  orquestra barroca do Canadá especializada em música antiga. 
A orquestra foi fundada em 1979 por Kenneth Solway oboísta, Susan Graves baixista, e Jeanne Lamon Violinista e direção musical desde 1981. 
A orquestra tem 19 membros efetivos, com músicos adicionais quando necessário. 
O Tafelmusik Chamber Choir, sob a direcção de Ivars Taurins, foi criado em 1981 para complementar a orquestra.

## Performing
Os Tafelmusik actuam no Canadá, nos Estados Unidos e Europa. 
Atuaram no grande auditório do Centro Cultural de Belém em maio de 2006, com o programa Metamorfoses do mito à música dirigidos por Jeanne Lamon com Elizabeth Wallfisch violino solo.

## Discografia
Registos exclusivamente pela Sony Classical. Algumas das mais de 50 gravações incluem: 
- Bach's Brandenburg Concertos
- The Mozart Requiem (maestro Bruno Weil)
- The complete piano concertos of Beethoven (com Jos van Immerseel soloista, e maestro Bruno Weil)
- Works por Wilhelm Friedemann Bach
- Handel's Music for the Royal Fireworks
- Works por Salamone Rossi